# Happy Prime Day
「Happy Prime Day」（ハッピー・プライム・デー）は、松室政哉の1作目のインディーズデジタルシングル。

## 解説
- インディーズ初のデジタルシングル作品。また、インディーズ唯一のデジタルシングル作品。
- Amazonミュージック限定で、2015年7月15日までの配信リリースだった。

## 収録曲
1. Happy Prime Day
  - 作詞・作曲・編曲：松室政哉
  - Amazon.com20周年キャンペーンソング

## 演奏
- 松室政哉
  - Vocal, Chorus, Other Instruments
- 坂本暁良
  - Drums
- 岩永真奈
  - Bass
- 櫛野啓介
  - Electric Guitar
- 松浦はすみ (メロディーキッチン)
  - Piano